# Parafia Matki Bożej Częstochowskiej w Woli Zachariaszowskiej
Parafia Matki Bożej Częstochowskiej w Woli Zachariaszowskiej – rzymskokatolicka parafia znajdująca się w archidiecezji krakowskiej, w dekanacie Kraków-Krowodrza, w Polsce.
Parafia obejmuje następujące miejscowości: Wola Zachariaszowska, Garlica Duchowna, Górna Wieś oraz część Garliczki.

## Historia
Miejscowości wchodzące w skład parafii należały dawniej do parafii Narodzenia św. Jana Chrzciciela w Korzkwi. W latach 1997–1998 w Woli Zachariaszowskiej zbudowano drewnianą kaplicę.
26 sierpnia 2008 przy kaplicy w Woli Zachariaszowskiej utworzono rektorat. 30 listopada 2008 arcybiskup krakowski kard. Stanisław Dziwisz erygował parafię.